# (14415) 1991 RQ7
1991 أر كيو 7 (ويعرف أيضًا باسم (14415) 1991 أر كيو 7 وفق تسمية الكوكب الصغير) (بالإنجليزية: 1991 RQ7)‏ هو كويكب ضمن حزام الكويكبات؛ وترتيبه 14415 من حيث الاكتشاف.
اكتُشف هذا الجُرم الفلكي بواسطة هيروشي كانيدا في 13 سبتمبر 1991.

## وصلات خارجية
- (14415) 1991 RQ7 في قاعدة بيانات مختبر الدفع النفاث لأجرام النظام الشمسي الصغيرة

- الاكتشاف · مخطط المدار ·  العناصر المدارية · المعلمات المادية

- (14415) 1991 RQ7 على موقع ويكي سكاي: DSS2, SDSS, GALEX, IRAS, Hydrogen α, X-Ray, Astrophoto, Sky Map, Articles and images